# دمای مؤثر
دمای مؤثر یک جسم مانند ستاره یا سیاره دمای جسم سیاهی است که همان مقدار تابش الکترومغناطیسی را ساطع کند. معمولاً هنگامی که منحنی قابلیت انتشار یک جسم (به عنوان تابعی از طول موج) دانسته نباشد، دمای مؤثر؛ به عنوان برآورد دمای سطح آن جسم، مورد استفاده قرار می‌گیرد.
هنگامی که میزان قابلیت انتشار خالص ستاره یا سیاره در باند طول موج مربوط کمتر از واحد باشد (کمتر از یک جسم سیاه)، این نشان بالاتر بودن دمای واقعی آن جسم از درجهٔ حرارت مؤثر خواهد بود. میزان قابلیت انتشار خالص می‌تواند به دلیل ویژگی‌های سطح و/ یا اتمسفر آن جسم؛ که اثر گلخانه‌ای را هم شامل می‌شود، کم شده باشد.

## ستاره

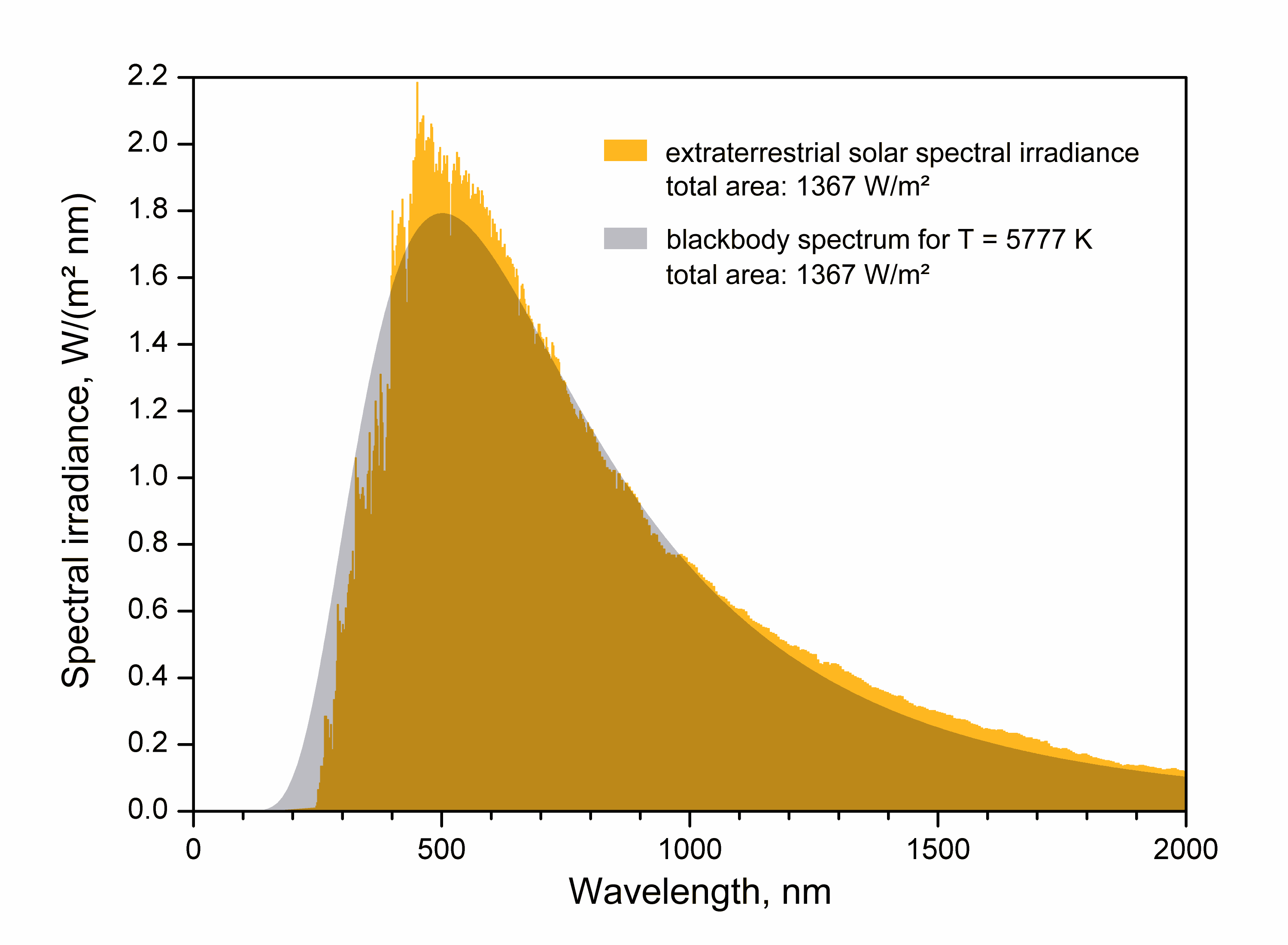
دمای مؤثر خورشید (۵۷۷۷ کلوین) دمایی است در مقایسه با تابش یک جسم سیاه به همان اندازه.

دمای مؤثر یک ستاره همان دمای یک جسم سیاه با همان درخشندگی به عنوان یک ستاره در هر سطح (FBol) یا ({\displaystyle {\mathcal {F}}_{\rm {Bol}}}) برابر قانون استفان-بولتزمن تعریف شده برابر است با:
{\displaystyle {\mathcal {F}}_{\rm {Bol}}=\sigma T_{\rm {eff}}^{4}}.
با توجه به این که مجموع قدر مطلق درخشندگی ستاره  {\displaystyle L=4\pi R^{2}\sigma T_{\rm {eff}}^{4}} و {\displaystyle R} شعاع ستاره است. تعریف شعاع ستاره‌ای بدیهی و سرراست نیست. با دقتی بیشتر دمای مؤثر دما را در شعاع مطمئنی که با عمق نوری Rosseland (معمولاً ۱) مطابقت دارد در جو ستاره‌ای تعریف می‌شود. «درجه حرارت مؤثر» و «درخشندگی بولومتری» دو پارامتر اساسی مورد نیاز از جسم برای قرار دادن یک ستاره در نمودار هرتزپرونگ-راسل است. هر دو درجه حرارت و میزان درخشش بولومتریک به ترکیب شیمیایی یک ستاره بستگی دارد.
دمای مؤثر خورشید در حدود ۵۷۸۰ کلوین است (K).
ستارگان دارای گرادیان دمای در حال کاهش هستند که از هستهٔ مرکزی آنها به اتمسفر حرکت می‌کند. «دمای اصلی» خورشید - درجه حرارت در مرکز خورشید که در آن واکنش‌های هسته ای رخ می‌دهد - ۱۵٬۰۰۰٬۰۰۰ کلوین تخمین زده می‌شود.

## سیاره

### دمای جسم سیاه
برای یافتن دمای مؤثر (جسم سیاه) یک سیاره، می‌توان آن را با سنجش و برابر ساختن توان دریافت شدهٔ سیاره از ستاره با توان شناخته شدهٔ ساطع شده توسط جسم سیاه آن، دمای T را محاسبه کرد.
برای نمونه یک سیاره را در فاصله D از ستارهٔ مادر، با درخشندگی L در نظر گرفته می‌شود.